# ماساتو موریشیگه
ماساتو موریشیگه (انگلیسی: Masato Morishige؛ زاده ۲۱ مهٔ ۱۹۸۷) یک بازیکن فوتبال اهل ژاپن است.که در باشگاه فوتبال توکیو بازی می کند.
وی همچنین در تیم ملی فوتبال ژاپن ۴۱ بازی کرده‌ و ۲ گل به ثمر رسانده است.